# Nevolice
Nevolice (en allemand : Newolitz) est une commune du district de Domažlice, dans la région de Plzeň, en Tchéquie. Sa population s'élevait à 196 habitants en 2017.

## Géographie
Nevolice se trouve à 3 km au sud du centre de Domažlice, à 48 km au sud-ouest de Plzeň et à 131 km au sud-ouest de Prague.
La commune est limitée par Domažlice au nord et à l'est, par Tlumačov au sud, et par Stráž à l'ouest.

## Histoire
La première mention écrite de la localité date de 1392.